# استطلاع طاقي
يشمل الاستطلاع الطاقي التنبؤ بالطلب (الحمل) وأسعار الكهرباء والوقود الأحفوري (الغاز الطبيعي والنفط والفحم) ومصادر الطاقات المتجددة (المصادر المائية والرياح والطاقة الشمسية). يمكن أن يكون الاستطلاع أيًّا من قيم الأسعار المتوقعة أو التنبؤ الاحتمالي.

## خلفيته
عندما قيدت أنظمة قطاعات الكهرباء، استخدمت المرافق الكهربائية الاحتكارية الاستطلاعات قصيرة الأمد لضمان موثوقية التغذية والاستطلاعات طويلة الأمد كأساس للتخطيط والاستثمار في القدرات الجديدة. ولكن، منذ تسعينيات القرن العشرين، فإن عملية رفع القيود ودخول أسواق الكهرباء التنافسية بدأت تعيد تشكيل قطاعات الطاقة الاحتكارية عادةً والمسيطر عليها من قبل الحكومات. في العديد من البلدان حول العالم، يتاجر بالكهرباء الآن بقواعد سوق تستخدم عقودًا موضعية واشتقاقية. على مستوى الشركات، أصبحت الحمولات الكهربائية واستطلاعات الأسعار مدخلات أساسية لآليات صنع القرار في شركات الكهرباء. تكاليف التعاقد الزائد أو القاصر وثم بيع أو شراء الكهرباء في السوق التوازنية عادةً مرتفعة إلى درجة أنها تؤدي إلى خسائر مالية هائلة تصل حتى الإفلاس في أسوأ الحالات. في هذا المجال، المرافق الكهربائية أكثر عرضة للخطر، بما أنها لا تستطيع بشكل عام تحويل تكاليفها إلى عاتق زبائن التجزئة.
مع وجود العديد من الدراسات العلمية للاستطلاعات النقطية (أي «التخمين الأفضل» أو القيمة المتوقعة عند السعر النقطي)، فإن التنبؤات الاحتمالية -أي الفاصل الزمني والكثافة- لم تدرس بشكل مكثف حتى هذا التاريخ. ولكن هذا يتغير وكل من الباحثين والممارسين في هذه الأيام يركزون على الأخيرة. مع تركيز المنافسة العالمية للتنبؤ الطاقي في عام 2012 على الاستطلاع النقطي للحمولة الكهربائية وطاقة الرياح، فإن منافسة عام 2014 ركزت على الاستطلاع الاحتمالي للحمولة الكهربائية وطاقة الرياح والطاقة الشمسية وأسعار الكهرباء.

## فوائد تخفيض أخطاء التنبؤ بالحمولة الكهربائية والأسعار
أجبر التقلب الشديد لأسعار بيع الكهرباء بالجملة، والذي قد يصل إلى رتبتين عشريتين أعلى من أي بضاعة أخرى أو أصل مادي آخر، المشاركين في السوق على التحوط، ليس من خطر الحجم وحسب، بل من تقلبات الأسعار كذلك. يمكن لمؤسسة مرافق الكهرباء، أو الشركة المولدة للكهرباء، أو المستهلك الصناعي الضخم الذي يتمكن من التنبؤ بأسعار الجملة المتقلبة بمستوىً مقبول من الدقة أن يعدل إستراتيجية التفاوض الخاصة به وجدول إنتاجه أو استهلاكه الخاص ليخفض الخطر أو يزيد الأرباح للحد الأعلى في التجارة قبل يوم. ولكن، بما أن تنبؤات الحمولة والأسعار تستخدم من قبل العديد من الأقسام في شركة الطاقة، فإنه من الصعب جدًّا تكميم منافع تحسينها. يشير تقدير تقريبي للتوفير الحاصل نتيجة تخفيض بمقدار 1% في خطأ النسبة المئوية المطلقة للمتوسط الحسابي لمؤسسة مرافق كهربائية بحمولة ذروة مقدارها 1 جيجاواط:
- 500,000$ في السنة حسب استطلاع الأحمال طويل الأمد،
- 300,000$ في السنة حسب استطلاع الأحمال قصير الأمد،
- 600,000$ في السنة حسب استطلاع الأحمال والأسعار قصير الأمد.